# 女性の肖像 (ファン・デル・ウェイデンの絵画)
『女性の肖像』（じょせいのしょうぞう（蘭: Portret van een vrouw、英: Portrait of a Lady））は、初期フランドル派の画家ロヒール・ファン・デル・ウェイデンが1460年ごろに描いた絵画。オーク板に油彩で描かれた小作品で、1937年にワシントンD.C.のナショナル・ギャラリーに寄贈されて以来、同美術館が所蔵している。ヴェール、襟足、顔、腕が幾何学的な輪郭を形作り、上方からの光が女性の表情と髪飾りを明るく照らし出し、明部と暗部の鮮やかな対比が、作り物めいた美しさとゴシック風の優美さを強調している作品である。「あらゆる美術流派のすべての女性肖像画の中でも有名な作品」と評価されている。
ファン・デル・ウェイデンはその生涯を閉じるまで肖像画を依頼されて描き続けた画家で、モデルの人間性をも描き出したようなその肖像画は、後世の画家たちから高く評価されていた。この『女性の肖像』でも、モデルとなっている女性の謙虚さや穏やかな物腰といった美点が繊弱な肉体表現、伏目がちの両眼、固く握りしめられた両手を通じて描き出されている。描かれている女性は痩せており、ゴシック芸術で理想とされた細長く引き伸ばされた外観で描かれ、狭い肩幅、しっかりとまとめられた髪型、長い額、手の込んだ髪飾りなどが特徴的に表現されている。この絵画はファン・デル・ウェイデンの署名がある唯一の女性肖像画だが、描かれている女性の名前は伝わっておらず、作者のファン・デル・ウェイデンもこの作品に題名をつけてはいない。
ファン・デル・ウェイデンはモデルを理想化するそれまでの伝統的表現はほとんど採用していないが、それでもなおモデルを美化して描いた画家であると考えられることが多い。ファン・デル・ウェイデンの肖像画に描かれた人物はその当時の流行最先端の衣装を身につけた、ほとんど彫像のような丸みを帯びた外観で表現されることが多く、写実的表現からは逸脱していることもある。独自の美意識にしたがって人物を描いた結果、ファン・デル・ウェイデンの肖像画には、別の女性を描いた作品であっても非常によく似た作品となっていることがある。

## 構成
『女性の肖像』は、斜め前を向いた、おそらく10代後半か20台前半の女性の上半身と思われる肖像画である。背景は濃青緑一色で塗りつぶされており、ファン・デル・ウェイデンの宗教絵画作品によく見られる詳細描写はみられない。同時代の画家ヤン・ファン・エイク（1395年ごろ - 1441年）らと同様に、ファン・デル・ウェイデンが肖像画を描く場合には、モデルを目立たせるために背景を簡素化することが多かった。ファン・デル・ウェイデンの弟子ハンス・メムリンク（1435年ごろ - 1494年）が登場するまで、ネーデルラントの肖像画の背景に室内描写も風景描写も描かれることは稀だった。この作品では背景が描かれていないことによって、観るものの視線を女性の顔とその静謐な雰囲気に集中させる効果がある。

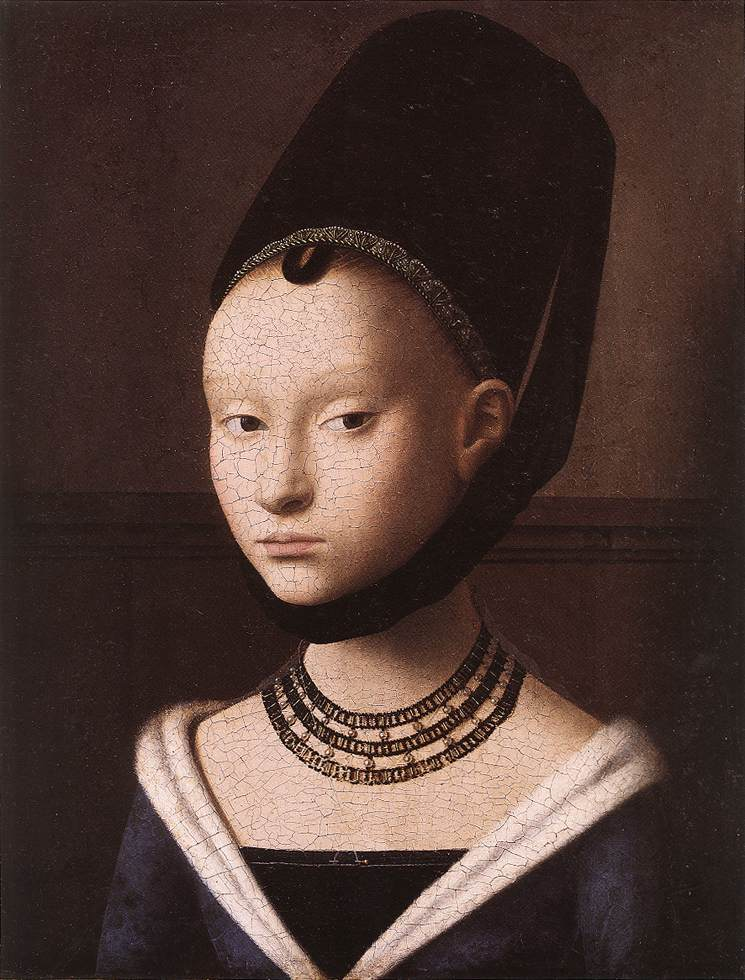
『若い女の肖像 (ペトルス・クリストゥスの絵画)』（1455年頃）、ペトルス・クリストゥス
絵画館、（ベルリン）
クリストゥスはファン・デル・ウェイデンから、感情表現や色彩表現に大きな影響を受けている。この作品でも頭部の表現や感情表現に同一性がよく似ている。

モデルの女性は胸元が開き、暗色の毛皮で首周りと手首を縁取りされた上品な黒いドレスを着ている。これは当時流行していたブルゴーニュ風のファッションで、高さと細さを強調するゴシックの理念に則ったものである。黒のドレスは胸元近くで明赤色の帯で結ばれ、頭部にかぶる淡黄褐色のエナン (en:Hennin) が大きな薄いヴェールで覆われている。ヴェールは長く垂れ下がって上腕まで届いている。ファン・デル・ウェイデンは布の質感表現、構成を重視した画家で、この作品でも形を崩さないようにヴェールに刺し込まれているピンの精緻な表現などに典型的に表れている。
ヴェールはひし形のラインを作り、女性の胸元にのぞいている明るい肌着が作るV字のラインと釣り合いを取っている。モデルは小柄で華奢な女性として描かれているが、そのポーズは腕のライン、胸元、ヴェールによって落ち着いた印象を与える。頭部は繊細に描かれ、顔の肌の色と溶け合うように表現されている。面長で肉付きの薄い顔は、眉が抜かれており、さらに髪の生え際は当時の流行の最先端である高い位置まで剃られている。髪の毛はエナンの縁で堅く押さえられて、耳の上へと流されている。高い位置まである髪飾りとまとめられた髪がモデルの面長の顔をさらに際立たせ、彫像のような印象を与えている。
美術史家ノルベルト・シュナイダーの指摘によれば、モデルの左耳の位置は不自然なほどに高く後ろに描かれている。これはおそらく画面右側のヴェールが作る斜めのラインを途切れさせないための美術的手段である。15世紀ではヴェールは性的魅力を隠し、慎み深い印象を与えるために用いられた。しかしながらこの作品ではヴェールは全く逆の効果、すなわちモデルの美しさを印象付けるための額縁の役割を果たしている。

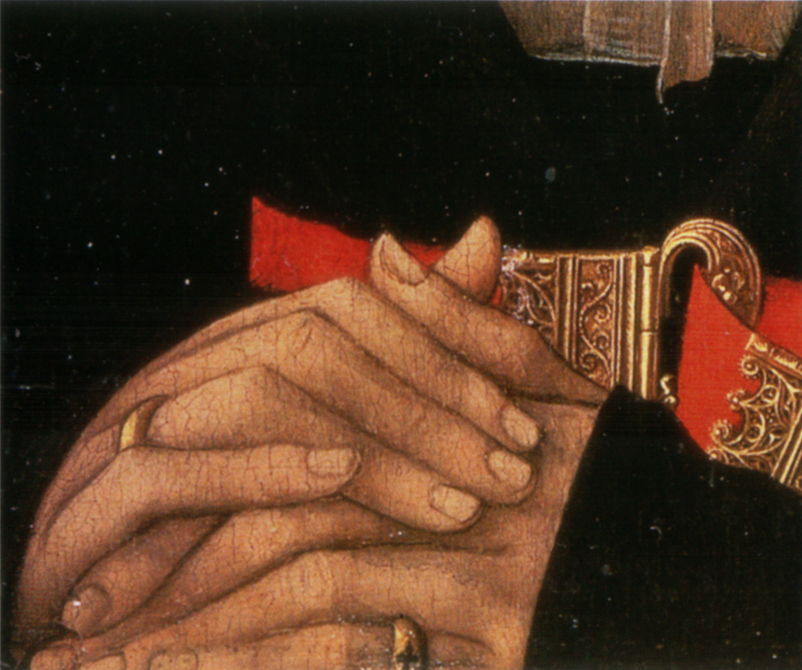
重ねられた両手と胸部の赤い帯部分

女性の両手は手首までドレスの袖で隠されており、祈りを捧げているように堅く重ねられて、画面最下部の額に添えているかのように描かれている。さらに、この作品の構成の中で非常に小さな場所に押し込んで描かれているが、これは、高い位置に明るい色彩が配置されることによってこの作品の中心である頭部の描写から、観るものの目が逸れることをファン・デル・ウェイデンが嫌ったためと考えられる。とはいえ、細い指も精緻に描かれており、このことはファン・デル・ウェイデンが、肖像画に描く人物の社会的地位をその表情や指の描写によって示すことが多かったことと関係している。複雑に重ねられ入り組んだ両手の描写は、この作品中でもっとも精緻に描かれた箇所であり、両手の三角の形状は画面上部のヴェールが作る三角のラインと対を成すものとなっている。
信仰心溢れる敬虔な印象を与える描写は、ファン・デル・ウェイデンの作品に共通のものである。身にまとう高価な衣装と対照的に、女性の視線は慎みをもって伏せられ、切れ長の目、細い鼻、ふくよかな唇、大きな瞳、やや上向きの眉が描かれている。さらに顔の曲線が強調されていることが、逆にこの女性が非現実的な作り物めいた人物であるかのような印象を与えており、15世紀に描かれたほかの肖像画とは一線を画す作品となっている。この描画手法について、美術史家エルヴィン・パノフスキーは「ファン・デル・ウェイデンは、描くモデルの特徴を捉えることに優れていた。それは人の表情に対する鋭い観察力によるもので、数本のラインを引くことによって特徴を描き出すことができた」としている。秀でた額と結ばれた唇はこの女性の知性、禁欲さらには情熱をうかがわせ、「この女性が持つ複雑多様な内面」の象徴となっている。
描かれている女性が誰なのかについては伝わっていないが、モデルを特定しようと試みる美術史家もいる。例えば、20世紀初頭にヴィルヘルム・シュタインは、顔の特徴の類似点からブルゴーニュ公フィリップ3世の庶子マリーではないかという説を唱えた。しかしながらこのシュタインの説には異論も多く、広く受け入れられてはいるわけではない。女性の両手が下部の額に置かれているかのように描かれているところから、多くの美術史家がこの作品を宗教画ではなく、一個人を描いた肖像画であると考えている。女性の夫を描いた肖像画と対になっていた作品だった可能性があるが、それらしき男性の肖像画は発見されていない。

## 理想化からの逸脱

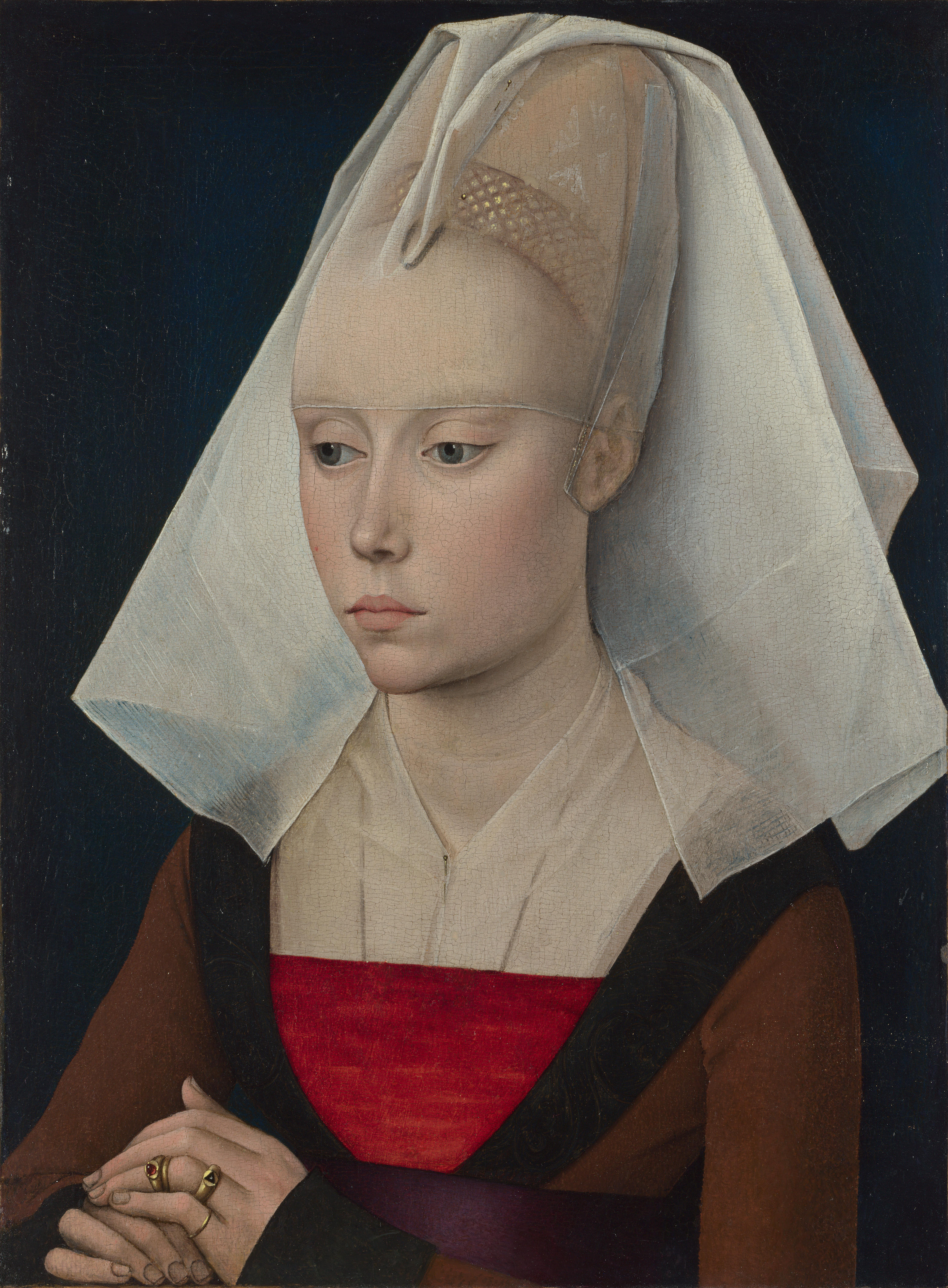
『婦人の肖像』（1466年頃）、ファン・デル・ウェイデン工房
ナショナル・ギャラリー（ロンドン）
『女性の肖像』によく似ているが、精密表現に欠けており、1466年ごろのファン・デル・ウェイデンの工房の作品とされる

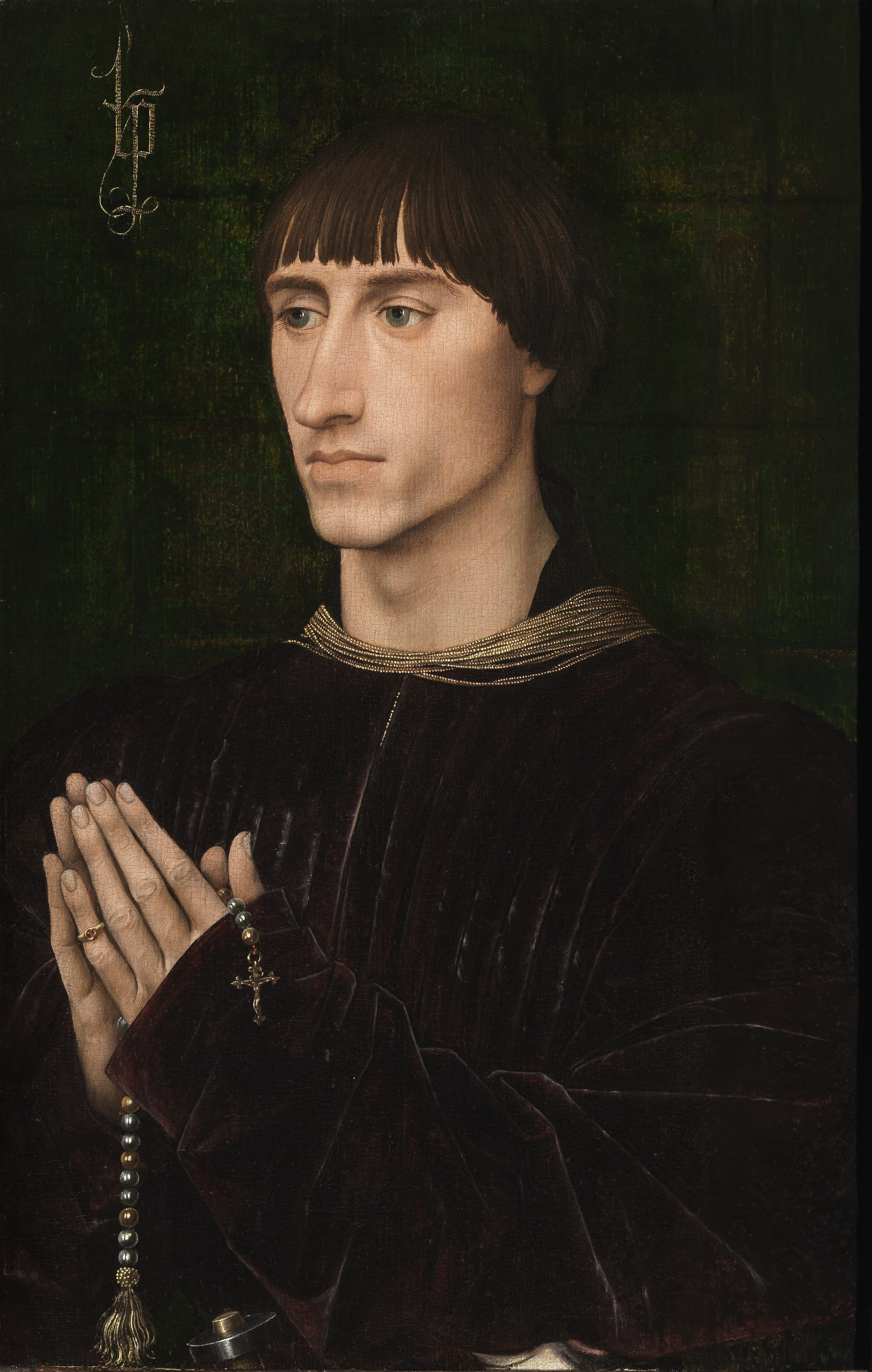
『フィリップ・ド・クロイの肖像』（1460年頃）、ロヒール・ファン・デル・ウェイデン
アントワープ王立美術館（アントワープ）

ファン・デル・ウェイデンの肖像画は、同時代のヤン・ファン・エイク、ロベルト・カンピンらと同様に、伝統的なネーデルラント絵画の影響が見られる。15世紀半ば当時、この三名が初期フランドル派における第一世代の画家だった。そして、北ヨーロッパで、それまでの中世ヨーロッパの宗教的に理想化された肖像画ではなく、写実的に中上流階級の肖像画を描いた最初の画家たちでもある。それまでのネーデルラント絵画では、上流階級や聖職者の肖像画のほとんどが横顔で描かれていた。しかしながら、1433年の作品『ターバンの男の肖像』にみられるように、ヤン・ファン・エイクがこの慣習を打破し、以降のネーデルラント絵画の肖像画では斜め前を向いた構図で描くことが標準となった。ファン・デル・ウェイデンもこの『女性の肖像』のように斜め前の構図を多用しており、モデルの頭部、顔の表情の特徴をさらに精緻に表現することに成功した。
ファン・デル・ウェイデンの、とくに女性を描いた初期の肖像画は、カンピンの女性肖像画に構想も構成も非常によく似ている。ほとんどの肖像画が斜め前を向いた上半身のみの構図で、モデルは何の特徴もない一様の光景を背景に描かれている。ファン・デル・ウェイデンが描く人物像は哀切感ただようものが多いが、各作品の女性の表情については共通の強い類似点がある。このことはファン・デル・ウェイデンが、それまでの伝統的な理想的絵画表現は認めていなかったが、当時の美意識に沿った理想化を求めることによって、描かれるモデルを満足させようとしていたことを意味する。ファン・デル・ウェイデンの肖像画のほとんどが上流階級からの制作依頼によるもので、依頼主の肖像を宗教絵画の一員として描く献納肖像画 (en:donor portrait) 以外の肖像画はわずかに5点しか伝わっていない。
ファン・デル・ウェイデンが1460年ごろに描いた『フィリップ・ド・クロイの肖像』は、実際のド・クロイの大きな鼻と突き出た顎を肖像画に表現しておらず、この年若いフランドル貴族におもねった作品といわれている。ファン・デル・ウェイデンのがモデルを理想化して表現しようとした意図における『フィリップ・ド・クロイの肖像』と『女性の肖像』との関連性について、美術史家ノルベルト・シュナイダーは「ヤン・ファン・エイクが事物を「ありのままに」描いたのに対し、ファン・デル・ウェイデンは物事の本質や人間を洗練、精緻化し、絵筆の力で事物の現実性を拡張しようとした」としている。『女性の肖像』の高い品質は、ロンドンのナショナル・ギャラリーが所蔵する、『女性の肖像』と酷似したファン・デル・ウェイデン工房作の『婦人の肖像』との比較によって顕著となっている。ナショナル・ギャラリーの『婦人の肖像』は、より穏やかで曲線的な表現がなされており、ワシントンの『女性の肖像』よりも年若く没個性な女性が描かれている。技術的にもロンドンの作品は繊細さと精緻さに欠けている。とはいえ、どちらの作品も同じようなドレスを着たよく似た印象の女性が描かれていることは共通しているといえる。
ファン・デル・ウェイデンは、肖像単体ではなく、絵画全体が一体となって創りあげる美と感情表現により大きな関心を持っていた。美術史家、キュレータのローン・キャンベルは『女性の肖像』の高い評価は優美に描かれた女性ではなく、「女性自身がかもし出す優雅さと純真さの様式美」にあるとしている。ファン・デル・ウェイデンは伝統的な写実主義にとどまらず、独自の美意識に基づいて自身の肖像画と宗教画を発展させていったのである。ファン・デル・ウェイデンの人物肖像に共通する悲痛なまでの宗教的情熱も、自身のこの美意識によるものである。ファン・デル・ウェイデンが描く人物肖像は、それまでのネーデルラント絵画の人物肖像にくらべると、より自然で写実的なものになっている。しかしながらファン・デル・ウェイデン独特の、モデルが持つ信心深さを表現する手法が、ありのままの写実描写を忌避する結果になっていることも確かといえる。
ワシントンのナショナル・ギャラリー元館長ジョン・ウォーカーは、このようなファン・デル・ウェイデンの指向について「風変わり」であり、『女性の肖像』には個々の描写に不適当な箇所はあるが、それでも「妖しいまでに美しい」としている。『女性の肖像』を制作したころのファン・デル・ウェイデンの評価はヤン・ファン・エイクを凌いでいた。『女性の肖像』は、ヤン・ファン・エイクの作品の肉体描写を凌駕するような高い精神性を持った作品の典型であり、ファン・デル・ウェイデンの名声に大きく貢献している絵画といえる。

## 保存状態と来歴
ファン・デル・ウェイデンがこの作品に題名をつけたという形跡はなく、描かれているモデルに関する記録も残っていない。女性が着用するドレスのスタイルから、この作品がファン・デル・ウェイデンの最晩年のものであると考えられている。『女性の肖像』の制作年が1460年ごろとされているのは、このスタイルのドレスがもっとも流行した時期と、ファン・デル・ウェイデンのキャリア時期における明確な作風の変化によっている。しかしながらさらに遅い、ファン・デル・ウェイデンが死去する1464年直前だったという説もある。
『女性の肖像』は垂直な木目の一枚のオーク板に描かれた板絵で、左右両端は板のままで何も描かれてはいない。オーク板はジェッソ（下塗りに用いる地塗り剤 (en:Gesso)）で下処理されており、その上に油彩による単色で女性が描かれている。さらに油彩顔料が重ね塗りされ、繊細で透明感のある色階調をもたらしている。赤外線リフレクトグラムによる分析で、ファン・デル・ウェイデンがこの作品には下絵せずに直接油彩を始めていることや素描の痕跡が認められないことが判明している。そのほかに、当初は描かれている女性がより細身であり、明赤色の帯がよりウェストに絞り込まれて、全体的により丸みを帯びた外観だったことが分かっている。このことは『女性の肖像』のX線写真からも見ることができる。『女性の肖像』の保存状態は比較的良好で、過去にも何度か洗浄されており、2010年現在で直近の洗浄が実施されたのは1980年のことである。ヴェール、髪飾り、袖部分にはわずかな顔料の剥落が見られ、耳部分には擦り傷がみられる。
『女性の肖像』の来歴ははっきりとしておらず、この作品に言及したと思われる初期の記録も全面的に信頼の置けるものではない。ドイツのデッサウ近郊に居城を構えていたアンハルト公国の、アンハルト＝デッサウ公レオポルト3世（1817年没）と思われる王子が19世紀に『女性の肖像』を所有していたという記録があり、そしてその死後、レオポルト3世の孫で公位を継承したレオポルト4世（1871年没）が相続した可能性がある。その後、1902年にブルッヘで開催された「初期フランドル派絵画展」に出陳するためにアンハルト公爵家から貸し出された。その後も引き続きアンハルト公爵家が所有していたが、1926年に画商のデュヴィーン兄弟 (en:Duveen Brothers) に売却され、同じ年にアンドリュー・メロンがデュヴィーン兄弟から購入した。その翌年からロンドンのロイヤル・アカデミー・オブ・アーツに貸与され、600年間にわたるフランドル、ベルギー絵画コレクションの一部として展示されていた。1932年にメロンは『女性の肖像』を自身が創設した教育・慈善基金に寄贈するという遺言を残したが、1937年に自身の寄付によってワシントンD.C.に新設されるナショナル・ギャラリーに、所有するほかの美術コレクションとともに寄贈し、それ以来ナショナル・ギャラリーの常設展示絵画となっている。

## ギャラリー

『若い女性の肖像』（1375年 - 1444年頃）、ロベルト・カンピン ナショナル・ギャラリー（ロンドン） ファン・デル・ウェイデンの作風は、師のカンピンから大きな影響を受けている。
『七つの秘蹟の祭壇画』（1445年 - 1450年頃）の部分拡大画像、ロヒール・ファン・デル・ウェイデン アントワープ王立美術館（アントワープ） この作品に描かれている最上流階級の女性たちは、『女性の肖像』と同じく、当時流行していた高いエナンと襟首が「V」のラインをしたドレスを着用している。
『老女の肖像』（1470年頃）、ハンス・メムリンク ヒューストン美術館（ヒューストン） メムリンクはファン・デル・ウェイデンから大きな影響を受けた画家で、美の理想化を表現するためにファン・デル・ウェイデンが用いた、ありのままの写実描写から逸脱する技法を自身の作品に取り入れた。